# Накасибецу
Накасибецу (яп. 中標津町 Накасибэцу-тё:) или Накасюмбецу — посёлок в Японии, находящийся в уезде Сибецу округа Немуро губернаторства Хоккайдо. Площадь посёлка составляет 684,98 км², население — 24 162 человека (30 июня 2014), плотность населения — 35,27 чел./км².

## Географическое положение
Посёлок расположен на острове Хоккайдо в губернаторстве Хоккайдо. С ним граничат посёлки Сибецу, Бецукай, Сибетя, Тесикага, Киёсато.

## Население
Население посёлка составляет 24 162 человека (30 июня 2014), а плотность — 35,27 чел./км². Изменение численности населения с 1980 по 2005 годы:
| 1980 | 21 187 чел. |  |
| 1985 | 21 675 чел. |  |
| 1990 | 21 900 чел. |  |
| 1995 | 22 326 чел. |  |
| 2000 | 23 179 чел. |  |
| 2005 | 23 792 чел. |  |

## Символика
Деревом посёлка считается берёза плосколистная, цветком — Gentiana triflora.